# Fagerhults landskommun
För landskommunen i norra Skåne, se Skånes-Fagerhults landskommun
Fagerhults landskommun var en tidigare kommun i Kalmar län.

## Administrativ historik
Den 1 januari 1863 började kommunalförordningarna gälla och då inrättades cirka 2 500 kommuner (städer, köpingar och landskommuner), tillsammans täckande hela landets yta.
I Fagerhults socken i Handbörds härad i Småland inrättades då denna kommun.
Den 1 januari 1953 överfördes från Alsterbro landskommun och Kråksmåla församling till Fagerhults landskommun ett område med 240 invånare och omfattande en areal av 13,45 km², varav 12,31 km² land.
Kommunreformen 1952 påverkade inte Fagerhult, som kvarstod som egen kommun fram till och med utgången av år 1968, då kommunen därefter den 1 januari 1969 gick upp i  Högsby landskommun, som 1971 blev Högsby kommun.
Kommunkoden 1952-1968 var 0820.

### Kyrklig tillhörighet
I kyrkligt hänseende tillhörde kommunen Fagerhults församling.

## Kommunvapnet
Blasonering: I grönt fält en ginbalk av guld, belagd med en grön kvist av lövträd.
Detta vapen fastställdes av Kungl. Maj:t den 6 december 1968 och avskaffades när kommunen upphörde den 1 januari 1969.

## Geografi
Fagerhults landskommun omfattade den 1 januari 1952 en areal av 200,04 km², varav 186,77 km² land.

### Tätorter i kommunen 1960
| Tätort    | Folkmängd |
| --------- | --------- |
| Fagerhult | 410       |
| Grönskåra | 334       |

Tätortsgraden i kommunen var den 1 november 1960 39,9 procent.

## Politik

### Mandatfördelning i valen 1938-1966
| 1 | 10 | 13 |

| 24 |

| 1 | 9 | 11 | 3 |

| 24 |

| 1 | 8 | 12 | 1 | 2 |

| 24 |

| 9 | 10 | 3 | 2 |

| 24 |

| 1 | 10 | 6 | 2 | 5 |

| 20 | 4 |

| 1 | 8 | 7 | 2 | 6 |

| 22 |

| 1 | 9 | 7 | 2 | 5 |

| 22 |

| 1 | 8 | 7 | 3 | 5 |

| 23 |